# Aichryson
Aichryson es un género con unas 15 especies de plantas suculentas nativas de regiones subtropicales, principalmente de las Islas Canarias, con algunas en Azores, Madeira y Marruecos, y una en Portugal.

## Descripción
Son hierbas anuales o, más raras veces, perennes. Tallos con ramificación generalmente dicotómica. Hojas alternas, enteras o con el margen ligeramente crenado, pecioladas o, a veces, sésiles, caducas, glabras o pilosas. Inflorescencia en cima dicótoma, generalmente terminal, laxa o ± densa. Flores de hexámeras a decámeras. Sépalos soldados hasta la mitad, verdosos, carnosos. Pétalos libres, linear-lanceolados, amarillos. Estambres en número doble que el de los pétalos. Carpelos parcialmente incluidos en el receptáculo, en número igual al de los pétalos y sépalos. Fruto en polifolículo. Semillas de subcilíndricas a fusiformes, de color pardo. n = 15, 17, 32, 34; 2n = 30.
Las especies de Aichryson no resisten las heladas. Se relacionan estrechamente con  Sempervivum, Jovibarba, Greenovia, Aeonium y Monanthes, con flores similares. 
Recientes estudios de Crassulaceae indican que Aichryson está estrechamente relacionado con  Monanthes y Aeonium (ambos géneros también endémicos de las Islas Canarias).  Dos géneros de Crassulaceae Sempervivum y Jovibarba no están tan estrechamente relacionados con los tres de las Islas Canarias.

## Taxonomía
El género fue descrito por Webb & Berthel.  y publicado en Histoire Naturelle des Îles Canaries 3(2.1): 180. 1840.
Etimología
Aichryson: nombre genérico que podría proceder del griego: aei, que significa "siempre" y chrysos, que significa "oro", aludiendo al color de las flores, persistentes durante mucho tiempo.

## Especies
- Aichryson bethencourtianum
- Aichryson bollei
- Aichryson divaricatum
- Aichryson laxum
- Aichryson palmense
- Aichryson porphyrogennetos
- Aichryson tortuosum
- Aichryson villosum

Otras especies reconocidas por Nyffeler in Eggli 2004 son:
- Aichryson brevipetalum
- Aichryson dumosum
- Aichryson pachycaulon
- Aichryson parlatorei
- Aichryson punctatum

Una especie reciente:
- Aichryson bitumosum